# Fisnik Papuçi
Fisnik Papuçi (ur. 1 lipca 1983 w Peciu) – kosowski były piłkarz, w latach 2006–2012 członek reprezentacji Kosowa.